# Candy Hole
Candy Hole é uma animação americana criada por Brian Frisk para a Mondo Mini Shows, conta a história de Bunny e Cat um coelho e um gato que cairam em um buraco que os levou para o mundo doce.

## Personagens
- Bunny: um coelho branco adora doces e é ele que se mete em encrenca
- Cat: um gato preto adora doces e segue Bunny não importa se está certo ou errado